# 비금동국민학교 노대도분실
비금동국민학교 노대도분실은 대한민국 전라남도 신안군에 있었던 공립 초등학교이다.

## 연혁
- 1968년 4월 23일 비금동국민학교 노대도분실 개설
- 1968년 4월 23일 도서벽지학교 '을'급 지정
- 1986년 1월 1일 도서벽지학교 '나'급 조정
- 1989년 3월 23일 폐실 및 비금동국민학교 통폐합